# Coenonympha leandroides
Coenonympha leandroides är en fjärilsart som beskrevs av Napoleon Manuel Kheil 1918. Coenonympha leandroides ingår i släktet Coenonympha och familjen praktfjärilar. Inga underarter finns listade i Catalogue of Life.